# Red Eye (Fernsehserie)
Red Eye ist eine britische Thrillerserie von Peter A. Dowling mit Richard Armitage, Jing Lusi und Lesley Sharp in den Hauptrollen. Sie wurde ab dem 21. April 2024 vom britischen TV-Sender ITV 1 ausgestrahlt und hatte im deutschsprachigen Raum am 15. August 2024 beim Streaming-Anbieter Netflix Premiere.

## Handlung
Bei seiner Rückkehr von einem Fachkongress in China wird Dr. Mathew Nolan am Flughafen in London beschuldigt, am Tod einer Chinesin die Schuld zu tragen. Er selbst hat daran allerdings keinerlei Erinnerungen und pocht auf seine Unschuld. Er soll trotzdem wieder zurück nach China überführt und den dortigen Behörden in Peking übergeben werden. Eskortiert wird er von Hana Li, einer Londoner Polizistin chinesischer Abstammung. Unter den zahlreichen Passagieren des Linienflugs sind auch vier Arztkollegen von Nolan, die als Zeugen fungieren sollen, einer von ihnen weigert sich jedoch, den Flug nach China anzutreten, und verlässt die Maschine. Kurze Zeit später wird er von Unbekannten entführt.
Nolan überlässt eine für ihn vorbestellte vegane Mahlzeit einem anderen Veganer. Kurz darauf zeigt dieser Symptome eines Herzinfarktes und verstirbt trotz rechtzeitiger Hilfe von Nolan. Schnell wird ihm klar, dass das Essen vergiftet war und er das eigentliche Ziel war. Nach und nach kommen die anderen Zeugen in der Maschine auf mysteriöse Weise ums Leben. Nolan und Li beginnen daraufhin, sich gegenseitig zu vertrauen. In telefonischer Abstimmung mit der MI5-Direktorin Madeline Delaney in London versuchen sie die Morde aufzuklären. Delaneys Mitarbeiterin stößt bei Recherchen auf ein Geheim-Projekt des MI6 zum Missbrauch ahnungsloser China-Reisender wie Nolan und seinen Ärztekollegen als Kuriere. Nolans angebliches Opfer hatte ihn betäubt und in seiner Wunde eine SIM-Karte versteckt, nachdem alle ihre Versuche fehlgeschlagen waren, die Karte einem der vorgesehenen Kuriere zu übergeben. Deren Inhalt versucht Li an Delaney zu übermitteln, was allerdings fehlschlägt, da der Saboteur an Bord die Internetverbindung irreparabel kappt. Nolan und Li können alle Gefahren an Bord schließlich eliminieren und zwingen daraufhin die Piloten, wieder nach Großbritannien umzukehren.
Dort angekommen treffen sie auf Delaney und suchen in der amerikanischen Botschaft Schutz, da sie davon ausgehen, dass sie selbst auf britischem Boden nicht mehr sicher sein können. Es stellt sich allerdings heraus, dass drei Einzelgänger der CIA, zu denen auch Delaneys Geliebter Mike Maxwell gehört, hinter der Angelegenheit stecken. Sie wollten einen Zwischenfall mit China heraufbeschwören, indem sie mithilfe eines Viruscodes Kernschmelzen in Atomkraftwerken verursachen und es dann auf China schieben. Es gelingt ihnen jedoch, den Inhalt der SIM-Karte, auf der der Code enthalten ist, unbemerkt zu sichern und die Einzelgänger festzusetzen.

## Besetzung und Synchronisation
Die deutschsprachige Synchronisation entstand nach den Dialogbüchern von Elisabeth Staak (Episoden 1–4) und Nico Sablik (Episoden 5–6) sowie unter der Dialogregie von Anke Hillenbrand durch die Synchronfirma ZOO Digital Germany in Berlin.
| Rolle            | Schauspieler     | Deutscher Synchronsprecher |
| ---------------- | ---------------- | -------------------------- |
| Matthew Nolan    | Richard Armitage | Torben Liebrecht           |
| Hana Li          | Jing Lusi        | Uschi Hugo                 |
| Madeline Delaney | Lesley Sharp     | Marina Krogull             |
| Jess Li          | Jemma Moore      | Moira May                  |
| Ruth Banks       | Cash Holland     | Anke Hillenbrand           |
| Daniel Lomax     | Ryan Cloud       | Philipp Reinheimer         |
| Steven Hurst     | Oliver Maltman   | Sven Fechner               |
| Kate Ward        | Lucianne McEvoy  | Franziska Endres           |

## Hintergrund
Die Serie wurde sechs Wochen lang in und um London gedreht. Ein Großteil der Szenen im Flugzeug ist nicht wie meist üblich in einem eigens dafür gebauten Studio entstanden, sondern in einem echten Flugzeug, das sich während der Dreharbeiten allerdings am Boden befand. Hierfür entwickelte die Crew ein spezielles Kamerasystem, das es ermöglichte, trotz des eingeschränkten Platzes an Bord vernünftig arbeiten zu können.

## Episodenliste
| Nr. | Deutscher Titel | Originaltitel | Erstausstrahlung | Deutschsprachige Erstausstrahlung (D) | Drehbuch         |
| --- | --------------- | ------------- | ---------------- | ------------------------------------- | ---------------- |
| 1   | Folge 1         | Episode 1     | 21. Apr. 2024    | 15. Aug. 2024                         | Peter A. Dowling |
| 2   | Folge 2         | Episode 2     | 28. Apr. 2024    | 15. Aug. 2024                         | Peter A. Dowling |
| 3   | Folge 3         | Episode 3     | 5. Mai 2024      | 15. Aug. 2024                         | Peter A. Dowling |
| 4   | Folge 4         | Episode 4     | 12. Mai 2024     | 15. Aug. 2024                         | Jingan Young     |
| 5   | Folge 5         | Episode 5     | 19. Mai 2024     | 15. Aug. 2024                         | Peter A. Dowling |
| 6   | Folge 6         | Episode 6     | 26. Mai 2024     | 15. Aug. 2024                         | Peter A. Dowling |